# Виктор (Олейник)
Митрополи́т Ви́ктор (в миру Владимир Николаевич Олейник; 21 сентября 1940, Почаев, Кременецкий район, Тернопольская область) — епископ Русской православной церкви на покое, бывший митрополит Тверской и Кашинский и глава Тверской митрополии.

## Биография
Ещё в детстве старался как можно чаще посещать Почаевскую Лавру, присутствовать на богослужениях. В годы школьной учёбы прислуживал в алтаре, работал сначала в иконной мастерской, затем — в швейной. Был знаком с преподобным Амфилохием Почаевским. Его исключали из школы за то, что он посещал храм, и принуждали оставить религиозные интересы.
После окончания средней школы, в 1958 году, поступил в Ленинградскую духовную семинарию, которую окончил в 1962 году. С 1962 по 1966 год учился в Ленинградской духовной академии, из которой выпустился со степенью кандидата богословия за работу «Учение святителя Афанасия Великого о человеке».
2 января 1966 года митрополитом Ленинградским и Ладожским Никодимом (Ротовым) пострижен в монашество с наречением имени Виктор — в честь мученика Виктора Коринфского. 6 января архиепископом Тульским и Белёвским Алексием (Коноплёвым) был рукоположён во иеродиакона, а 22 октября 1967 года — во иеромонаха.
С 1968 — ключарь Екатерининского кафедрального собора в городе Краснодаре.
С 1968 по 1970 год — член епархиального совета Краснодарской епархии.
В 1969 году возведён в сан игумена. В 1974 году возведён в сан архимандрита.
С 1978 года — ключарь кафедрального собора «Белая Троица» в городе Калинине. В марте 1982 года назначен настоятелем этого собора и секретарём Калининского епархиального управления.
В 1979—1988 годы исполнял обязанности благочинного Калининского округа.

### Архиерейство
30 ноября 1988 года постановлением Священного синода определён быть епископом Калининским и Кашинским.
3 декабря 1988 года в Богоявленском патриаршем соборе состоялось наречение, а 4 декабря там же — архиерейская хиротония, которую совершили: митрополит Ростовский и Новочеркасский Владимир (Сабодан), митрополит Кишинёвский и Молдавский Серапион (Фадеев), архиепископ Оренбургский и Бузулукский Леонтий (Бондарь), архиепископ Свердловский и Курганский Мелхиседек (Лебедев), архиепископ Ярославский и Ростовский Платон (Удовенко), архиепископ Костромской и Галичский Иов (Тывонюк), архиепископ Курский и Белгородский Ювеналий (Тарасов), архиепископ Винницкий и Броцлавский Агафангел (Саввин), епископ Владимирский и Суздальский Валентин (Мищук), епископ Пензенский и Саранский Серафим (Тихонов).
С 19 июля 1990 года в связи с возвращением Твери её исторического названия титулуется Тверским и Кашинским.
В 1990 году избирался депутатом Тверского областного совета народных депутатов.
25 февраля 1996 года возведён в сан архиепископа.
23 июня 2010 года архиепископу Виктору присвоено звание «Почётный гражданин Твери».
28 декабря 2011 года решением Священного синода назначен главой Тверской митрополии, в связи с чем 8 января 2012 года в Успенском соборе Московского Кремля патриархом Кириллом был возведён в сан митрополита.
Решением Священного синода от 16 марта 2012 года утверждён в должности настоятеля (священноархимандрита) Нило-Столобенской пустыни и Старицкого Успенского мужского монастыря.
14 июля 2018 года решением Священного синода уволен на покой с выражением «сердечной благодарности» за «многолетнее архипастырское окормление Тверской епархии, которое отмечено многократным увеличением приходов и духовенства, неустанной заботой о монастырях, установлением доброжелательного и конструктивного диалога с местными властями и общественными объединениями, а также за труды на посту главы Тверской митрополии». В качестве места пребывания на покое ему был определён город Тверь с материальным содержанием от Тверского епархиального управления.

## Публикации
- Праздничное богослужение в соборе [первое празднование Собора Тверских святых] // Журнал Московской Патриархии. 1979. — № 11. — С. 15-20.
- Из жизни епархий: Калининская епархия (70-летие архиепископа Калининского и Кашинского Алексия) // Журнал Московской Патриархии. 1981. — № 4. — С. 16-18. (соавтор: протоиерей Иоанн Басюк)
- Из жизни епархий: Калининская епархия (75-летие Преображенского храма в городе Кимры) // Журнал Московской Патриархии. 1981. — № 8. — С. 38.
- Гость из Австрии в Калинине // Журнал Московской Патриархии. 1982. — № 3. — С. 34.
- К сорокалетию со дня освобождения г. Калинина от немецко-фашистских захватчиков // Журнал Московской Патриархии. 1982. — № 5. — С. 43-44.
- На приеме в Калининском облисполкоме // Журнал Московской Патриархии. 1983. — № 12. — С. 40.
- Подвижник Тверской земли, преподобный Антоний Краснохолмский // Журнал Московской Патриархии. 1984. — № 2. — С. 9-10.
- На приеме в Калининском облисполкоме // Журнал Московской Патриархии. 1984. — № 11. — С. 51.
- Святитель Арсений, епископ Тверской (к 575-летию со времени преставления) // Журнал Московской Патриархии. 1984. — № 12. — С. 20.
- На пленуме Калининского областного комитета защиты мира // Журнал Московской Патриархии. 1985. — № 2. — С. 50.
- Советско-американский Поход за мир // Журнал Московской Патриархии. 1987. — № 10. — С. 49-51.
- Освящение престола в Вознесенском соборе в г. Ржеве // Журнал Московской Патриархии. 1988. — № 8. — С. 30.
- Архиепископ ВИКТОР: «Как бы кто ни расценивал деяния владыки, я определяю их как исповедничество, как страстотерпчество» // Человек Церкви: К 20-летию кончины и 70-летию со дня рождения высокопреосвященнейшего митрополита Ленинградского и Новгородского Никодима, Патриаршего Экзарха Зап. Европы / Под ред. митр. Ювеналия (Пояркова). — М., 1998
- Сохраняя связь времен: Собрание публицист. выступлений архиепископа Тверского и Кашинского Виктора в периодической печати 1990—1999 гг. — Тверь, 2000. — 148 с.

## Награды
Церковные
- право служения Божественной литургии с отверстыми царскими вратами до «Отче наш» (1984).
- орден св. равноап. кн. Владимира 2-й степени (1980);
- Орден святого благоверного князя Даниила Московского 2-й степени (1990)
- Орден преподобного Сергия Радонежского 2-й степени (1997)
- Орден святителя Иннокентия, митрополита Московского и Коломенского 3-й степени (2000)
- Орден преподобного Серафима Саровского 2-й степени (2005)
- Орден святителя Алексия митрополита Московского и всея Руси, 3-й степени (во внимание к усердным архипастырским трудам и в связи с 20-летием архиерейской хиротонии, 4 декабря 2008).[8]
- Орден святителя Иннокентия, митрополита Московского и Коломенского, II степени.(2010)[9]
- орден св. ап. Марка 3-й степени (Александрийская Православная Церковь)

Светские
- Орден Почёта (3 марта 1999 года) — за заслуги перед государством, высокие достижения в производственной деятельности и большой вклад в укрепление дружбы и сотрудничества между народами[10];
- Орден Дружбы (10 сентября 2018 года) — за заслуги в развитии духовных и культурных связей, активную просветительскую деятельность[11];
- медаль министра образования РФ «За милосердие и благотворительность» (октябрь 2003);
- нагрудный знак губернатора Тверской области «За заслуги в развитии Тверской области» (апрель 2010)[12].